# Josh Harris (Unternehmer)

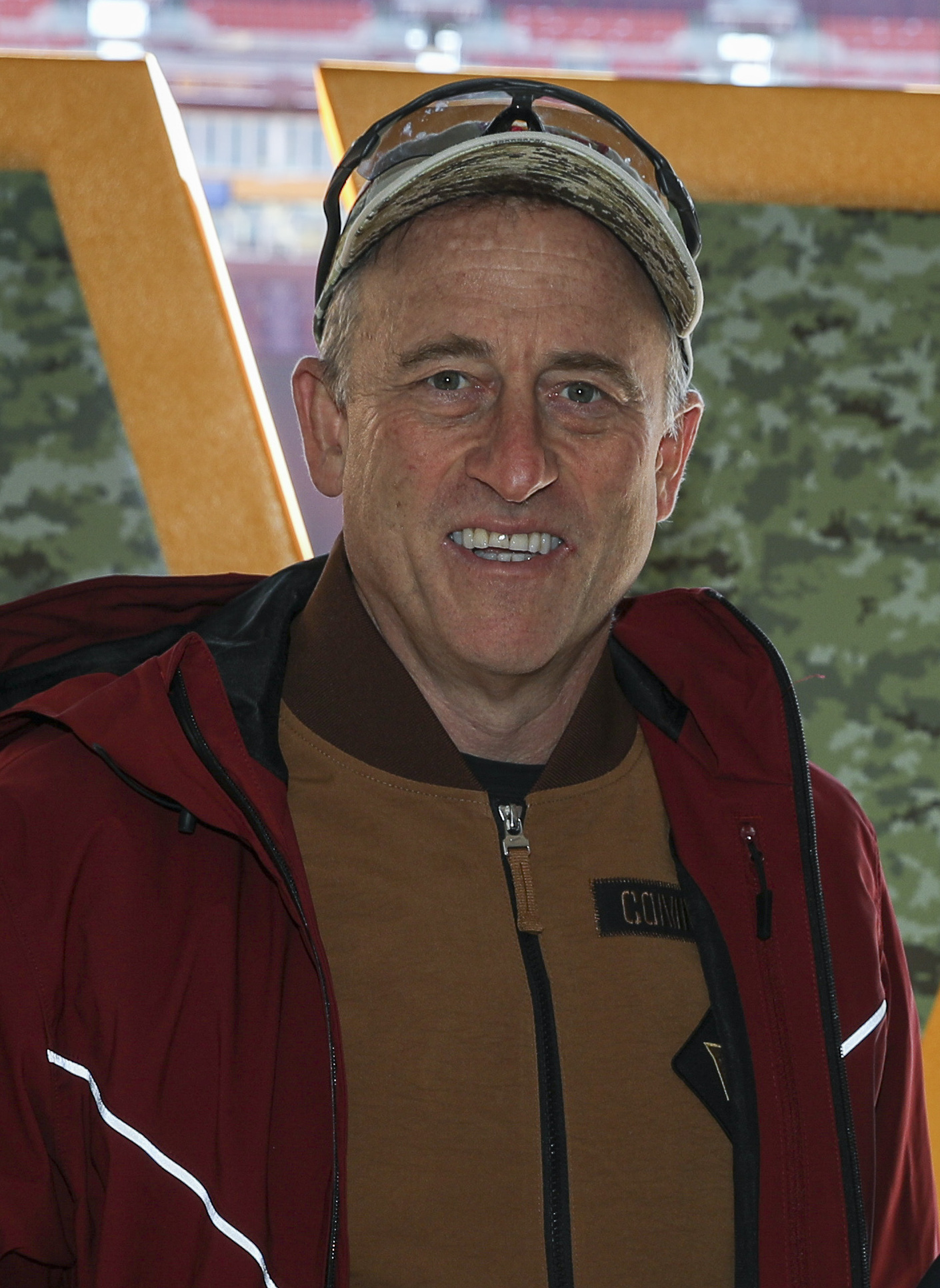
Josh Harris (2023)

Joshua Jordan Harris (* 29. Dezember 1964 in Chevy Chase, Maryland) ist ein US-amerikanischer Unternehmer und Investor. Er gründete Apollo Global Management zusammen mit Leon Black und Marc Rowan im Jahr 1990 und leitete das Tagesgeschäft bis zu seinem Ausscheiden im Jahr 2022. Er besitzt auch mehrere Sportteams. Sein Vermögen wurde im Februar 2025 von Forbes auf 10,5 Milliarden Dollar geschätzt.

## Laufbahn
Harris stammt aus einer russisch-jüdischen Familie und wuchs einem Vorort von Washington, D.C. auf. Sein Vater Jacob war Kieferorthopäde und seine Mutter Sylvia war Lehrerin; er hat einen jüngeren Bruder namens Gabe. 1982 schrieb er sich an der University of Pennsylvania School of Arts and Sciences in Philadelphia ein und wechselte dann während seines ersten Studienjahres an die Wharton School der Universität, nachdem er seine Vorliebe für Statistik entdeckt hatte. Er schloss sein Studium 1986 mit einem Bachelor of Science in Wirtschaftswissenschaften summa cum laude ab. Er war außerdem Ringer für die Penn Quakers und rang u. a. mit dem späteren Olympiasieger Bobby Weaver. Harris wurde an der Universität Mitglied der Fraternity Sigma Alpha Epsilon.
Harris zog 1986 nach New York City, um als Analyst für Fusionen und Übernahmen bei der Wall-Street-Investmentbank Drexel Burnham Lambert zu arbeiten. Er verließ die Bank nach zwei Jahren, um an der Harvard Business School (HBS) zu studieren, und erhielt 1990 als Baker-Loeb-Stipendiat einen Master of Business Administration (MBA), eine Auszeichnung für die besten 5 % aller Absolventen. Im selben Jahr meldete Drexel Konkurs an, weil das Unternehmen inmitten einer anhaltenden Rezession illegale Junk-Bond-Geschäfte betrieben hatte. Harris arbeitete zwei Monate für Blackstone, bevor er später im selben Jahr mit den ehemaligen Drexel-Partnern Leon Black und Marc Rowan das Private-Equity-Unternehmen Apollo Global Management gründete.
Im Laufe des Jahres 2017 traf sich Harris mit Jared Kushner, einem hochrangigen Berater der Trump-Administration, um ihn in Sachen Infrastrukturpolitik zu beraten, wobei ein möglicher Job im Weißen Haus im Gespräch war, kurz bevor Apollo 184 Millionen Dollar an Kushners private Immobilienfirma Kushner Companies lieh.
Im Mai 2021 gab er bekannt, dass er von seinen täglichen Aufgaben bei Apollo zurücktreten würde, wobei sein großer persönlicher Fokus auf Sportinvestitionen Berichten zufolge zu einer Quelle von Spannungen innerhalb des Unternehmens wurde. Er verblieb bis Ende 2022 im Board of Directors von Apollo. Die engen Beziehungen von Black zum Sexualstraftäter Jeffrey Epstein sorgten für einen Rechtsstreit zwischen Harris und Black, der in einer Klage behauptete, Harris und andere im Unternehmen hätten die Epstein-Affäre genutzt, um seine Reputation zu zerstören.
Harris gründete im September 2022 das alternative Vermögensverwaltungsunternehmen 26North, das ehemalige Führungskräfte von Brookfield Asset Management, Lehman Brothers und Goldman Sachs als Partner einstellte. Das Unternehmen bietet Direktkredite an und investiert hauptsächlich in Private-Equity-, Kredit- und Versicherungsunternehmen und verwaltete im Mai 2024 ein Gesamtvermögen von 22 Milliarden US-Dollar.

## Sportinvestments

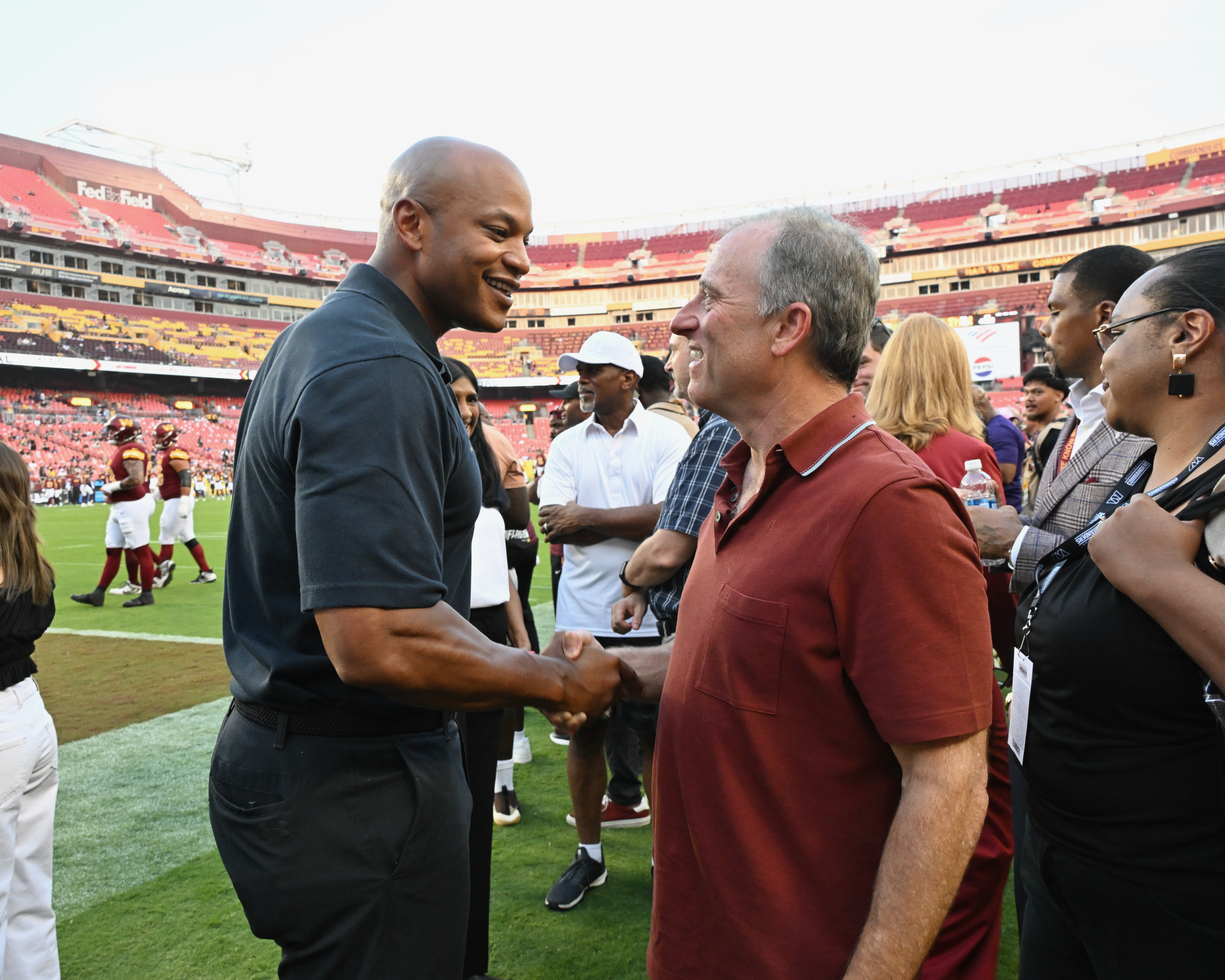
Wes Moore, Gouverneur von Maryland, und Harris bei einem Spiel der Washington Commanders (2023)

Harris begann Sportinvestments zu prüfen, nachdem er 2008 bei einem Arbeitsaufenthalt in London den leitenden Blackstone-Manager David Blitzer kennengelernt hatte. Diese Bekanntschaft führte dazu, dass die beiden eine Investmentgruppe gründeten, die 2011 die Philadelphia 76ers der National Basketball Association (NBA) von Comcast Spectacor für 280 Millionen Dollar kaufte.
Im Jahr 2013 kauften Harris und Blitzer die New Jersey Devils aus der National Hockey League (NHL) und deren Arena, das Prudential Center, von Jeff Vanderbeek für 320 Millionen Dollar.
Er erwarb er eine 18%ige Beteiligung am englischen Fußballverein Crystal Palace im Dezember 2015, der zusammen mit Blitzer als offene Handelsgesellschaft mit weiteren Investoren betrieben wird.
Im September 2017 gründeten Harris und Blitzer das Unternehmen Harris Blitzer Sports & Entertainment (HBSE), um ihre Sportprojekte zu bündeln.
Im Jahr 2023 leitete Harris eine Gruppe, die die Washington Commanders der NFL und das Northwest Stadium von Daniel Snyder für 6,05 Milliarden Dollar kaufte, den höchsten Preis, der je für ein Sportteam gezahlt wurde. Etwa zur gleichen Zeit erwarb er über HBSE eine Minderheitsbeteiligung an Joe Gibbs Racing.

## Sonstige Aktivitäten
Harris ist Mitglied des Kuratoriums des Mount Sinai Health System, der Wharton und der Harvard Business School, und gehört dem Council on Foreign Relations an. Zuvor war er Mitglied des Investor Advisory Committee on Financial Markets der Federal Reserve Bank of New York, Vizepräsident und Schatzmeister der Allen-Stevenson School, und Mitglied des Vorstands des United States Olympic Committee.
Harris und seine Frau gründeten 2014 Harris Philanthropies, eine gemeinnützige Organisation mit Sitz in New York City. Er hat u. a. an die University of Pennsylvania und für soziale Projekte in Israel gespendet.

## Privates
Harris gehört dem Reformjudentum an. Er heiratete 1995 Marjorie Harris (geb. Rubin). Das Paar lernte sich in Harvard kennen und hat drei Söhne und zwei Töchter: Hannah, Stuart, Thomas, Pierce und Bridge.